# 张策 (五代)
张策（9世纪—912年），字少逸，中国唐朝及五代十国时期后梁官员，在后梁开国皇帝梁太祖朱全忠年间为宰相。

## 家世
张策生年不详，祖籍敦煌。父张同文，唐朝官员，官至容管经略使。
张策年轻时聪警好学，尤其喜爱章句。当时他家住洛阳敦化里，并且从甘泉井挖出古鼎，鼎耳有篆字：“魏黄初元年春二月，匠吉千”，且制作奇巧，张同文很珍重它。但时年才一十三岁的张策却从容地对父亲说：“建安二十五年，曹公去世，改年号为延康，同年十月，魏文帝接受汉帝禅让，才改元为黄初，因此黄初元年显然是没有二月的。鼎文是多么地荒谬啊！”张同文大惊，去书房取《三国志·魏志》来读，证实了张策的说法。宗族都为张策的学识称奇。但张策没有进学及准备科考做官，而是信奉佛教，未及弱冠就在京城长安的慈恩寺落发为僧。
唐僖宗广明末年（880年—881年），长安地区被大规模农民军黄巢攻打，张策还俗奉父母逃难，为君子称道。不久张同文去世，张策服丧，以孝闻名。丧期满后，他也不求出仕，在乡间隐居十余年。

## 入仕

### 唐朝年间
张策结束隐居后出为广文馆博士，改秘书郎。军阀王行瑜为静难节度使，召张策为观察支使，带水曹员外郎，赐穿绯色官服。王行瑜与朝廷冲突，被河东节度使李克用攻败，张策与婢女以肩舆载母从静难军部邠州南境冒积雪出逃。路人都同情他。李克用大敌宣武军节度使朱全忠当时兼领四镇，闻讯，奏张策为宣义军支使，不久张策又因母丧去职。
丧期满后，张策被除国子博士，迁膳部员外郎。不到一年，军阀镇国军节度使韩建召他为判官，韩建为忠武军节度使后又以他为掌记。唐昭宗天复（901年—904年）年间，张策奉韩建书信和礼物拜访朱全忠，朱全忠见了他，高兴地说：“张夫子到了。”奏为掌记，兼赐金紫。天祐（904年—907年）初年，朱全忠表荐张策之才，拜为职方郎中，二年（905年）五月兼充史馆修撰，不久召入为翰林学士，转兵部郎中，知制诰，仍修史。不久，迁中书舍人，但职务如前。四年（907年），朱全忠迫唐哀帝禅位，代唐建后梁为太祖皇帝。宰相摄侍中杨涉为押传国宝使，张策为副使，将传国玉玺送到宣武军军部大梁以行受禅仪式，并奉传国玉玺升殿。

### 后梁年间
太祖登基后，十月，将文武百官遣回岗位，但将张策等留在身边。改张策为工部侍郎，加承旨。同年冬，转礼部侍郎。次年，张策随太祖讨伐李克用之子和继承人李存勖治下的晋国，随驾到泽州。四月，被任为刑部侍郎，与新拜中书侍郎于兢一同加同中书门下平章事，为宰相，以代杨涉，仍判户部，不久迁中书侍郎。

## 致仕及过世
开平二年（908年）十一月，张策因染风恙，上表请辞。以刑部尚书致仕。即日乘肩舆归洛阳，住在福善里，以园艺、读书、听琴、饮酒自娱。四年（910年）四月，太祖追赠其先人官一等。乾化二年（912年）秋卒于洛阳。著《典议》三卷、词制歌诗二十卷、笺表三十卷，存放家中。

## 轶闻
《唐摭言》及《北梦琐言》载：广明年间，少师赵崇凝提倡文学，张策刚还俗，言说时事变化，希望入贡士之列，但赵崇凝鄙视他，虽然有人提出刘轲、蔡京也曾为僧，但赵崇凝却说：“刘、蔡辈虽然曾为僧，但不为人所知，转而科举有何不可？张策是衣冠子弟，无故出家，不能参禅访道，抗迹尘外，却在御帘前进诗希求恩泽。如此行止，岂能掩人口实。我十次掌管科举，就斥退他十次。”于是当庭谴责张策；张策只得改习博学宏辞，而赵崇凝在吏部任职，又罢黜他，并宣扬他的过失。天祐年间，张策成为朱全忠谋士后，进言诬陷，致使赵崇凝遇害。

## 延伸阅读
[在维基数据编辑]
 《舊五代史·卷18》，出自薛居正《舊五代史》
 《新五代史·卷35》，出自歐陽修《新五代史》